# Wasserturm Klotzsche
Der Wasserturm Klotzsche entstand 1935 in der Gemeinde Klotzsche etwas nördlich der damaligen Dresdner Stadtgrenze. Er gilt als Wahrzeichen des noch im gleichen Jahr zur Stadt erhobenen und 1950 nach Dresden eingemeindeten Ortes Klotzsche. Das heute als Wohnhaus genutzte Gebäude am Dörnichtweg diente hauptsächlich der Trinkwasserversorgung des neuen Flughafens und steht im 21. Jahrhundert unter Denkmalschutz.

## Geschichte
Bereits 1899 hatte die Gemeinde Klotzsche an der Königsbrücker Landstraße ein eigenes Wasserwerk errichtet. Die Förderung des Grundwassers erfolgte über mehrere Tiefbrunnen, aus denen das Wasser zunächst in einen Sammelbehälter auf dem Werksgelände und von dort in einen Hochbehälter auf der Rähnitzer Höhe gepumpt wurde. Da dieser Behälter für den Bau des Dresdner Flughafens im Jahr 1935 abgerissen werden musste (er befand sich im Bereich des südlichen Endes der heutigen Rollbahn), entschied sich die Gemeindeverwaltung für einen Neubau am Rand des Dorfkerns. Der Wasserturm mit seinem 10.000 Hektoliter fassenden Hochbehälter überragt seitdem den Ort und ist ein Wahrzeichen Klotzsches. Am 20. Juli 1935 wurde er offiziell in Betrieb genommen.
In der Nachkriegszeit wurde das Klotzscher Wasserwerk stillgelegt, während der Turm noch bis in die 1960er Jahre seinen Dienst erfüllte. Außerdem diente er als Feuerwachturm. Von 1970 bis 1987 nutzte die Kommune das Gebäude als Weiterbildungsstätte.
Etliche Jahre nach der deutschen Wiedervereinigung, im Jahr 2001 verkaufte die Stadtverwaltung den wieder leer stehenden Turm an einen Privatmann. Dieser ließ nach Plänen und unter Leitung des Dresdner Architekturbüros Gast ab 2003 alle technischen Anlagen entfernen und den Turm zu Wohnzwecken umbauen. Dabei wurden in den obersten drei Stockwerken unter der Aussichtsgalerie zusätzliche Fenster und im Obergeschoss eine verglaste Veranda eingebaut. Auf einer Gesamtfläche von 1350 m² entstanden 12 Eigentumswohnungen.

## Beschreibung

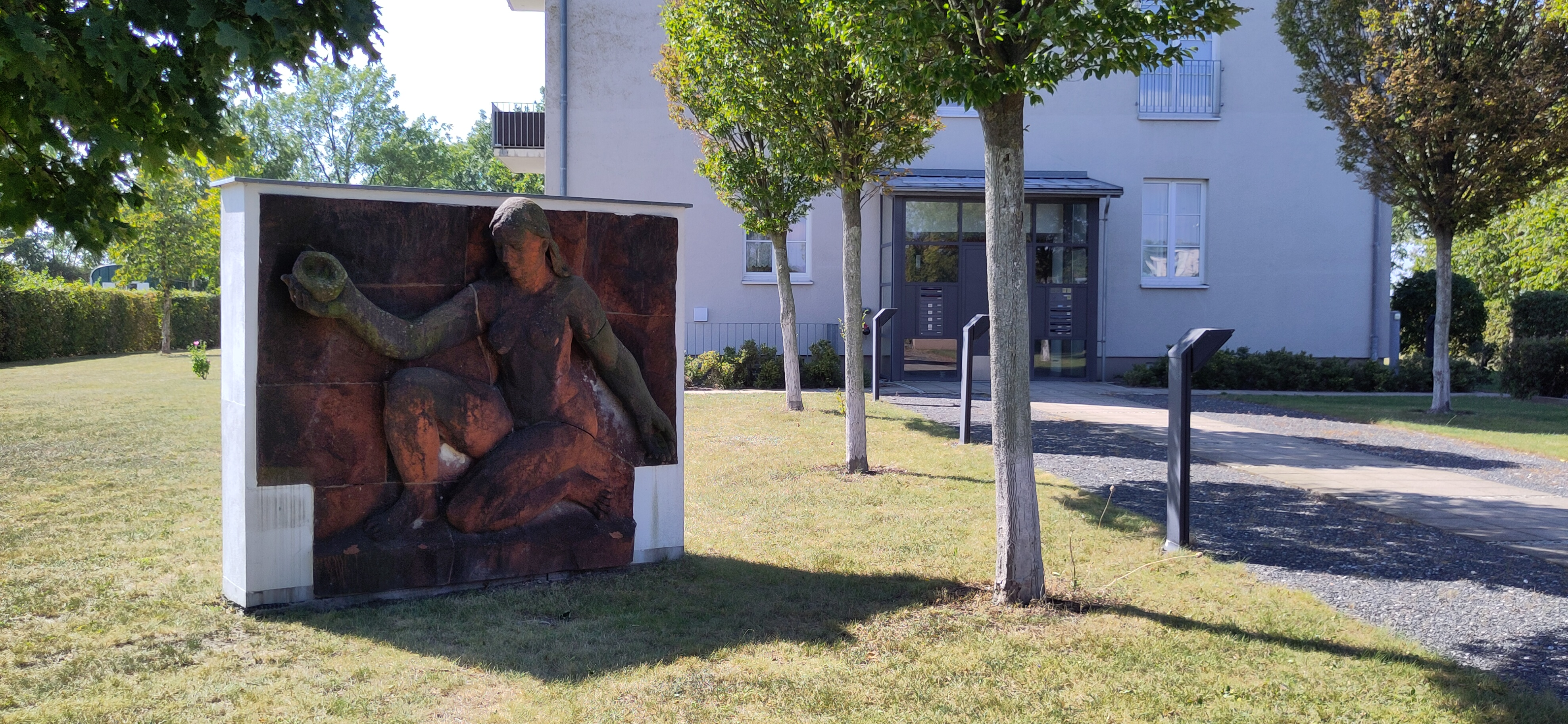
Relief von Rudolf Wittig

Der 35 Meter hohe Wasserturm wurde nach Plänen des Flughafen-Architekten Kurt Otto in typischer NS-Architektur erbaut. Die Formensprache des Wasserturms „erinnert an Tessenow-Bauten, wie z. B. die Landesschule in Klotzsche“, die im Stil des Neoklassizismus gestaltet worden ist.
An der Schaftwand des Turmes war ein großes Relief des Künstlers Rudolf Wittig angebracht, das die Tänzerin Marianne Vogelsang als nackte Knieende zeigt, die an einer Quelle mit einem Becher Wasser schöpft. Dieses bereits vor 1932 ausgeführte Werk wurde beim Umbau des Wasserturms 2003/04 entfernt und steht heute am Eingang des Grundstücks auf einem Podest.

## Architektur
Der Wasserturm hat einen quadratischen Grundriss mit den Seitenlängen 14,36 m × 14,36 m. Er ist einschließlich seinem vierseitigen Zeltdach 35 Meter hoch. Die Tragkonstruktion und der Wasserbehälter sind in Eisenbeton ausgeführt, der mit einem 1,5-stein-starken Ziegelmauerwerk ausgefacht ist. Unter dem Wasserbehälter gab es Räume für eine halböffentliche Nutzung. Die Bauakte zum Wasserturm Klotzsche (im Stadtarchiv Dresden) berichtet, dass es am 12. November 1934 eine Diskussion zur architektonischen Gestaltung gab. Der Heimatschutz befürwortete eine Raumausnutzung im Inneren. Klotzsches Bürgermeister Olzmann wollte einen Aussichtsrundgang über dem Wasserbehälter. Eine Kombination von Wasser- und Aussichtsturm wurde allerdings aus hygienischen (Bezirksarzt Dr. Triebel) und gestalterischen Gründen (Architekt Kurt Otto) abgelehnt. Schließlich erfolgte ein Kompromiss dergestalt, dass im oberen Teil ein Aussichtsrundgang (auch zur Auflockerung der Baumasse) entsteht, der dann aber nicht öffentlich genutzt werden soll. Das Aussichtsgeschoss ist offen und erinnert mit seinen Stützstreben an einen Adlerhorst, wozu auch die schießschartenartige Fensteröffnungen beitragen.
Das Dach erhielt Schiefer-Ziegel, die gewünschten Wasserspeier statt Fallrohren und ein Pergolengang wurden abgelehnt.